# Bali Muumin
Bali Muumin is een gehucht in het oosten van het District Oodweyne, regio Togdheer, in de niet-erkende staat Somaliland (en dus formeel nog steeds gelegen in Somalië). Bali Muumin ligt ca. 1000 m hoog op een aride hoogvlakte, hemelsbreed 24,5 km ten zuidoosten van de districtshoofdstad Oodweyne, niet ver van de grens met het district Burao. Het dorp lijkt zijn bestaan te danken aan een poel waarin regenwater blijft staan, zodat kuddes vee er kunnen drinken.
Bali Muumin heeft een tropisch klimaat. De gemiddelde jaartemperatuur is 23,1 °C. September is de warmste maand, gemiddeld 25,7 °C; januari is het koelste, gemiddeld 19,6 °C. De jaarlijkse regenval is ca. 245 mm. Van december t/m februari is het droge seizoen en valt er vrijwel geen regen. April en mei zijn juist erg natte maanden. Ook in september en oktober valt er relatief veel neerslag.
Het dorp is via zandpaden verbonden met plaatsen in de omgeving.